# 等效球直徑
等效球直徑（英語：equivalent spherical diameter，簡稱ESD）為一科學名詞，是指一不規則外形物體，和其有相同性質（空氣力學、水力學、光學、電學）球體的直徑。若考慮在非紊流運動下的物體，等效直徑等於斯托克斯定律中的直徑。
針對完全平滑的球形物體，其大小可以用單一參數來定義，也就是物體直徑。但真實世界中的物體會有不規則的外形，表面也會有不規則的起伏，其大小無法用單一參數完全定義。
等效球直徑的概念是從粒度分析領域引入的，希望用簡化且同筫化的方式來表現粒度分佈。此處會將真實世界的物體和一個想像的球體對應，該球體在特定的原理下，具有和原物體相同的性質，因此可以用等效球直徑來定義真實世界的物體。
用來匹配真實世界物體以及想像球體的原理，會是量測物體之量測技術的函數。